# Micromax
Micromax是一家總部位於印度古尔冈的電信、家電公司。它創立於1999年，最初只開發軟件，後來開始涉足家電製造和移動電話業務。它是印度最大的手機廠商之一。2014年在印度銷量超過三星，成為印度單季度銷量最大的手機廠商。